# 藤原经子 (藤原家成四女)
藤原经子（ふじわら の けいし/ つねこ）(Fujiwara no Keishi/Tsuneko)，生卒年不详，平安时代后期的女官。父中纳言藤原家成，母不详。小松内大臣平重盛的正室。

## 人物生平
藤原经子为父藤原家成第四女，出身藤原北家末茂流。父藤原家成是鸟羽法皇第一宠臣。兄弟包括藤原隆季和藤原成亲等，是否同母未详。同时，是左大臣藤原经宗的犹子。

年月不详，成为平重盛的正室，与重盛之间育有平清经、平有盛、平师盛、平忠房等四个儿子。仁安元年（1166年），叙爵从五位下。同年10月，后白河天皇第七皇子宪仁亲王（母平重盛的继母平时子之妹平滋子）立太子，经子被选为东宫的乳母之一。仁安3年（1168年），东宫即位为高仓天皇之后，经子叙从五位上，封典侍。嘉应元年（1169年）11月，在为新帝举行的八十岛祭中，经子被选为敕使前往八十岛。

一般根据她丈夫重盛的官位，被称为大纳言典侍，或大纳言三位（不过，叙从三位的时期不明）。关于经子的记录，在承安元年（1171年）以后的史料中没有找到，推测她在重盛死时仍活着，随后出家了。

## 影视形象
- 《义经》（2005年NHK大河剧） 森口瑶子 饰
- 《平清盛》（2012年NHK大河剧） 高桥爱 饰

## 脚注
1. ↑  《兵范记》仁安三年四月五日条
2. ↑  《兵范记》嘉应元年十月二十五日条：典侍从五位上藤原朝臣经子、典侍清子辞退替、令经子为勤八十岛祭、被任也、前大纳言重盛室家、故中纳言家成四女、今左府犹子也、次被堪奏八十岛祭并使进发日时了、
3. ↑  《兵范记》嘉应元年十一月二十五日条：天晴、八十岛祭使大纳言典侍进发、即自六波罗前大纳言亭被出立、
4. ↑  《兵范记》承安元年十二月二十六日条
5. ↑  高桥昌明《平家的群像》57页